# Christus dolens

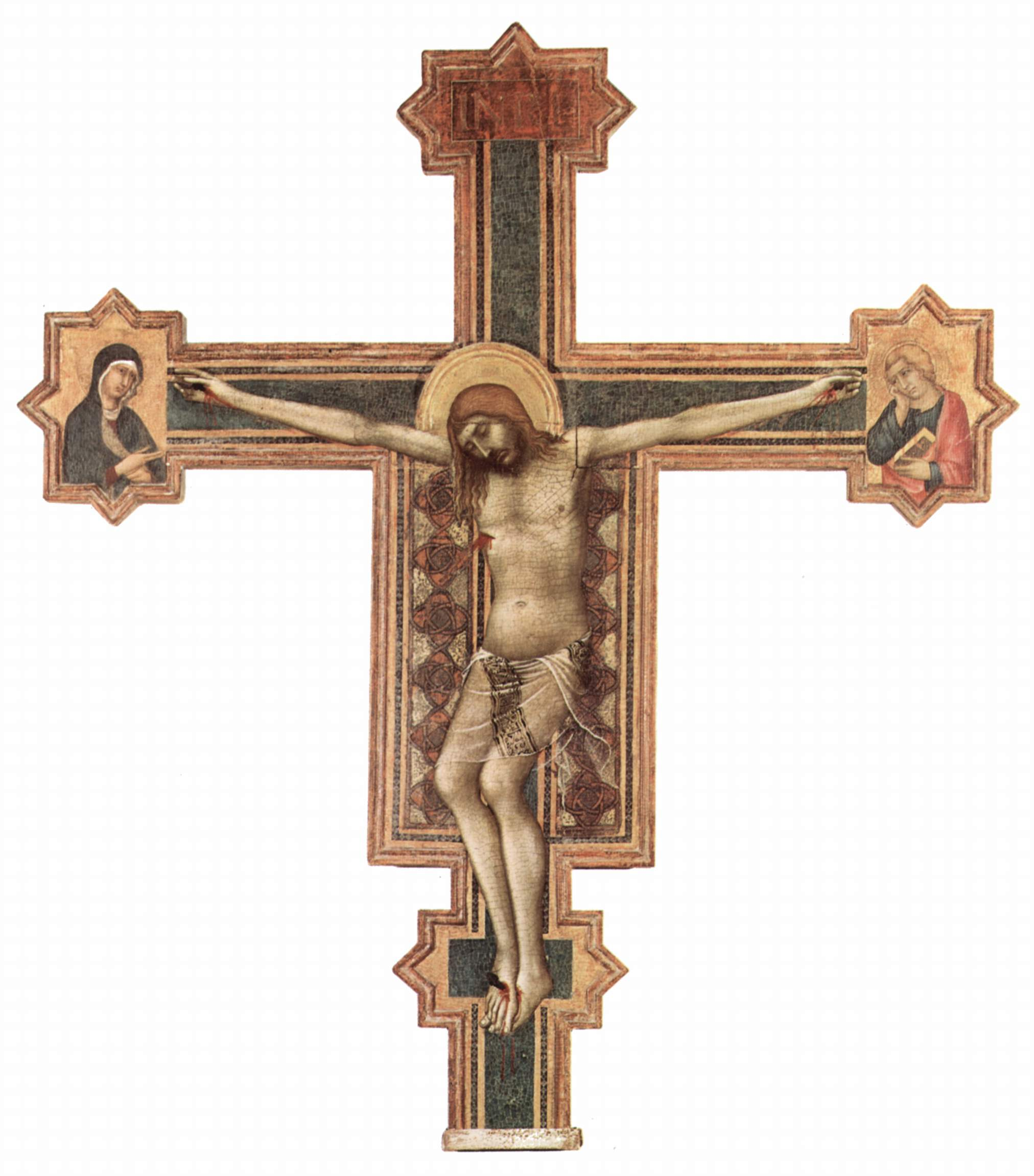
Simone Martini, 1321-1325, Chiesa della Misericordia, San Casciano in Val di Pesa.

Christus dolens is een iconografie van de gekruisigde Christus, die tot stand kwam in Italië in de tweede helft van de dertiende eeuw, onder invloed van de franciscanen. In dit type van kruisiging van de lijdende Christus wordt het levenloze lichaam van Christus getoond, dat gebogen aan het kruis hangt aan zijn vastgenagelde handen. Het hoofd is opzij weggezakt op de schouder en de ogen zijn gesloten. De voeten zijn over elkaar met een nagel aan het kruis genageld en de benen zijn gebogen en geven geen steun meer. De wonde van de lans in de zijde van Christus is afgebeeld, en het bloed sijpelt nog uit alle wonden. De ziel heeft het lichaam verlaten en wat overblijft is het meelijwekkende gemartelde lichaam van een mens. Deze iconografie is het resultaat van de evolutie van de voorstelling van de gekruisigde Christus, van de over de dood triomferende zoon van God, de Christus triumphans via de gelaten het lijden ondergaande Christus patiens, beiden van Byzantijnse oorsprong, naar de finale geofferde Christus, iconografie die niet gebaseerd was op een Byzantijns voorbeeld, maar westers van inspiratie was. 
De Italiaanse schilders gingen de bestaande iconografie van de Christus patiens aanpassen om ze meer realistisch te maken. De van oorsprong Byzantijnse iconografie werd aangevuld of gewijzigd met gotische elementen. Ze werd zeer populair bij de Italiaanse primitieven en overgenomen door de schilders uit de renaissance op de schilderijen die de gekruisigde Christus voorstellen.
Enkele voorbeelden
- Crucifix van de Maestro di San Francesco, 1265-1270, Parijs, musée du Louvre
- Crucifix van de  Santa Croce, 1272-1288, Cimabue, Florence,  museo dell'Opera di Santa Croce
- Crucifix van Arezzo, 1265-1268,  Cimabue, Arezzo, Chiesa di San Domenico
- Crucifix van Giotto di Bondone, 1290-1300, Florence, Santa Maria Novella
- Crucifix van  Segna di Bonaventura, 1310-1315, Siena, Pinacoteca Nazionale

## Galerij

Crucifix van de Maestro di San Francesco, 1265-1270
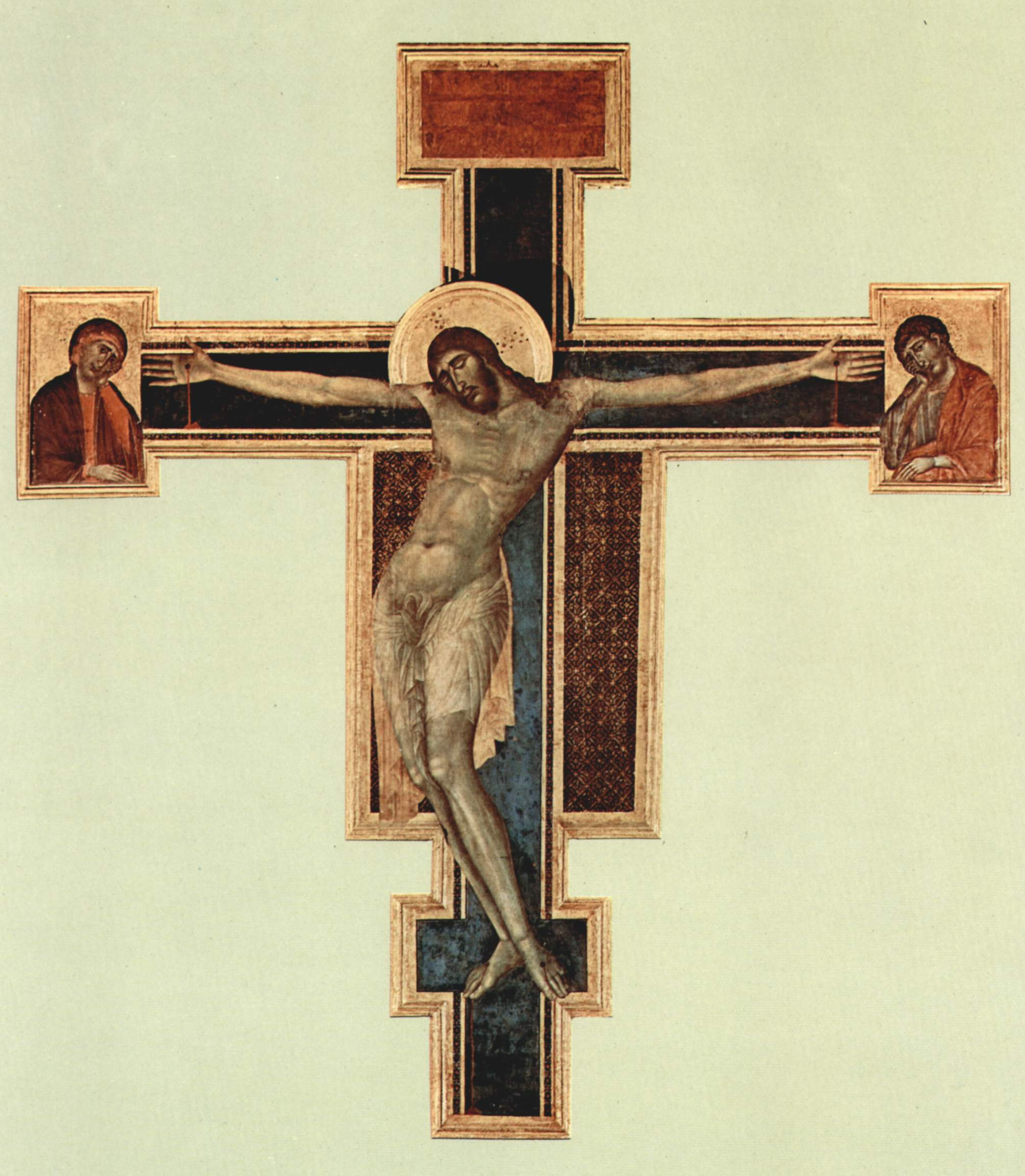
Crucifix van de  Santa Croce, 1272-1288
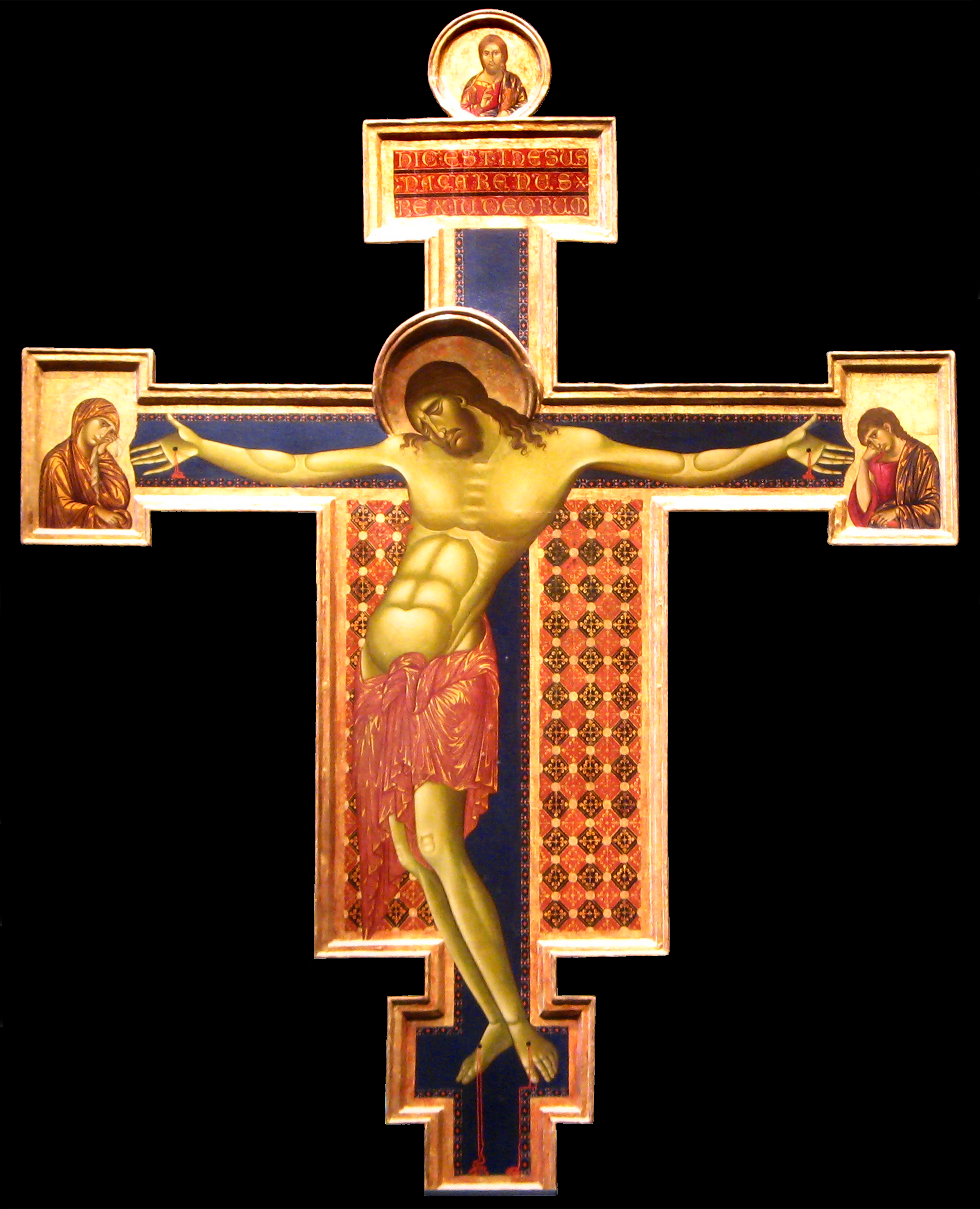
Crucifix van Arezzo, 1265-1268
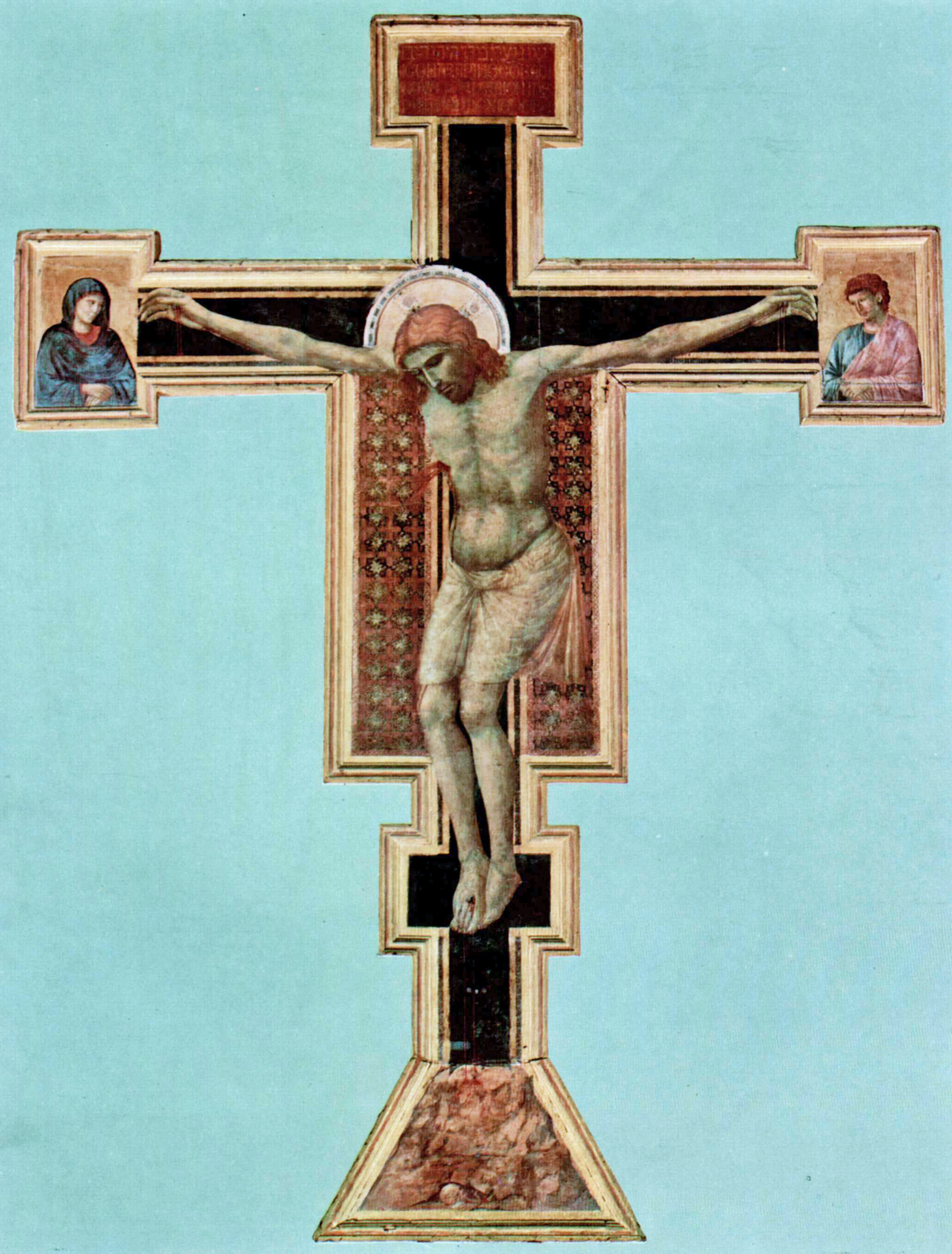
Crucifix van Giotto, 1290-1300
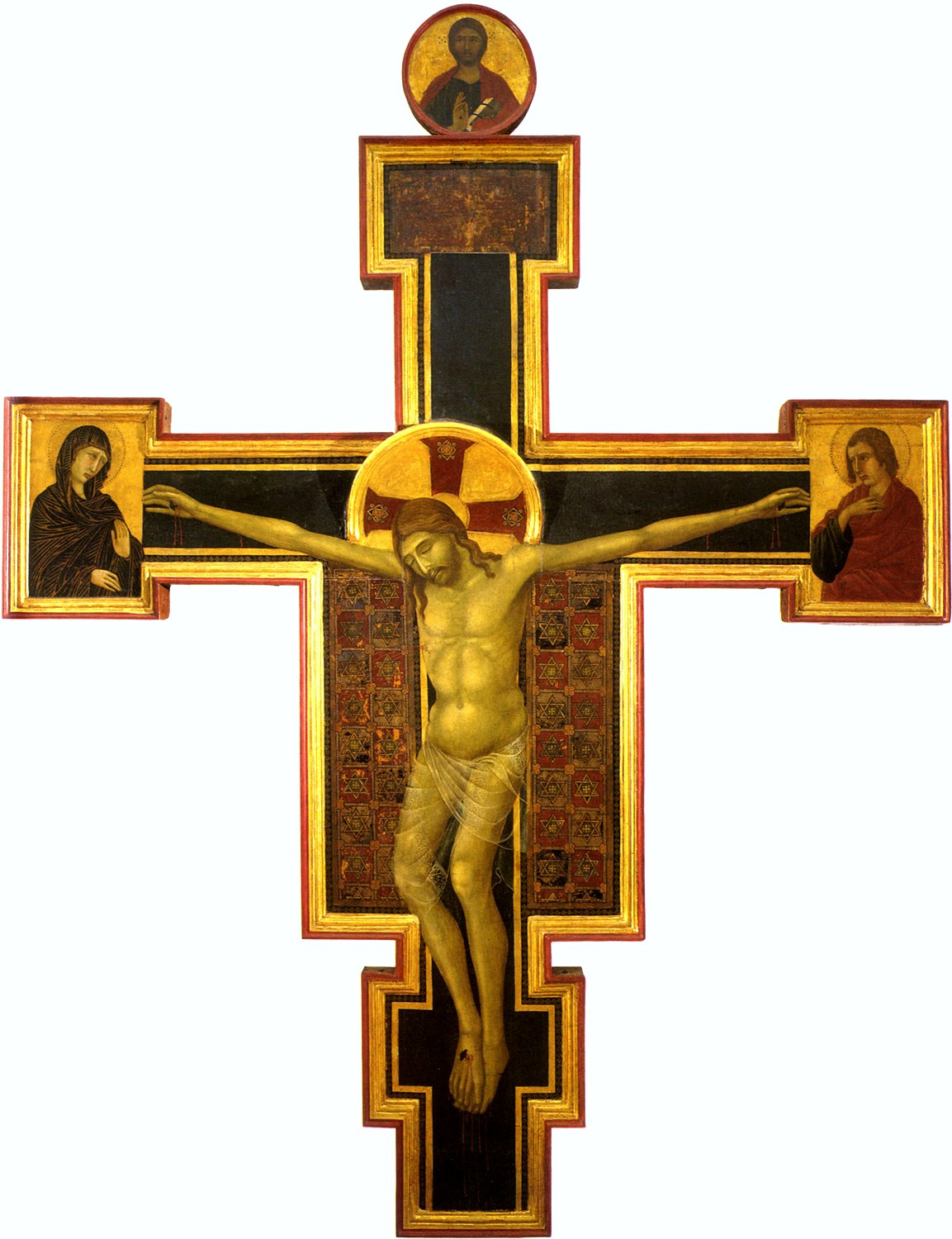
Crucifix de  Segna di Bonaventura, 1310-1315